# Björkö (Öckerö)
Björkö is een plaats en eiland in de gemeente Öckerö in het landschap Bohuslän en de provincie Västra Götalands län in Zweden. De plaats heeft 1409 inwoners (2005) en een oppervlakte van 90 hectare. Het eiland ligt in het noorden van de Göteborg-archipel en heeft een oppervlakte van 5,5 km².